# Жужелицы антии
Жужелицы антии или антии (лат. Anthia) — род жуков из семейства жужелицы.

## Описание
Длина тела до 65 мм. Окраска тела чёрная. Надкрылья у большинства видов с парами округлых белых пятен или полос по внешним краям, такие же пятна имеются на переднеспинке. Надкрылья сросшиеся. Крылья редуцированы. Голова с крупными челюстями. Ноги длинные. Активный хищник. Будучи потревоженной выделяет из конца брюшка бесцветную едкую жидкость с сильным запахом.

## Ареал
Виды рода населяют пустыни, полупустыни и саванны Африки и Юго-Западной Азии. Жуки встречаются на закрепленных и полузакрепленных песчаных почвах.

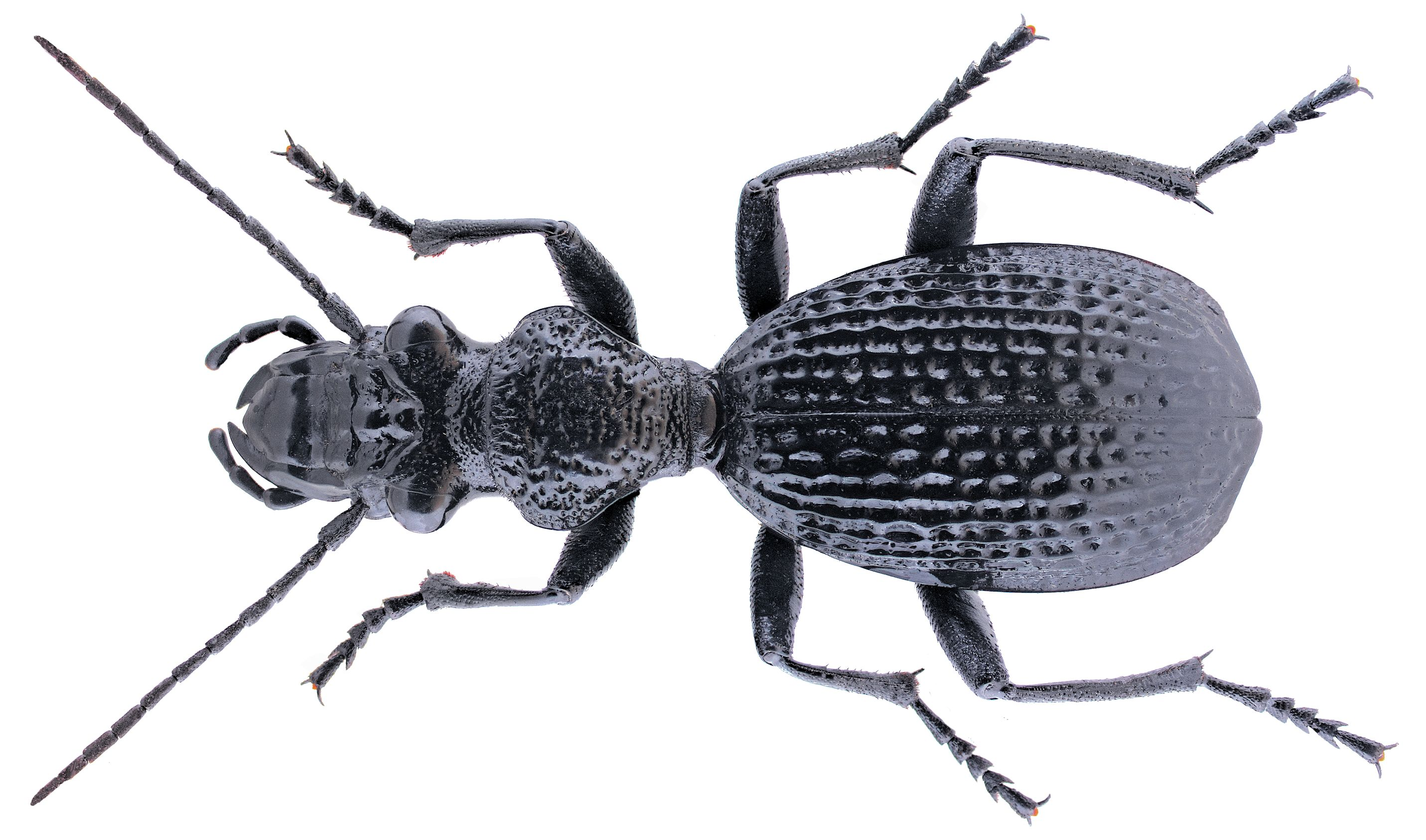
Anthia cavernosa
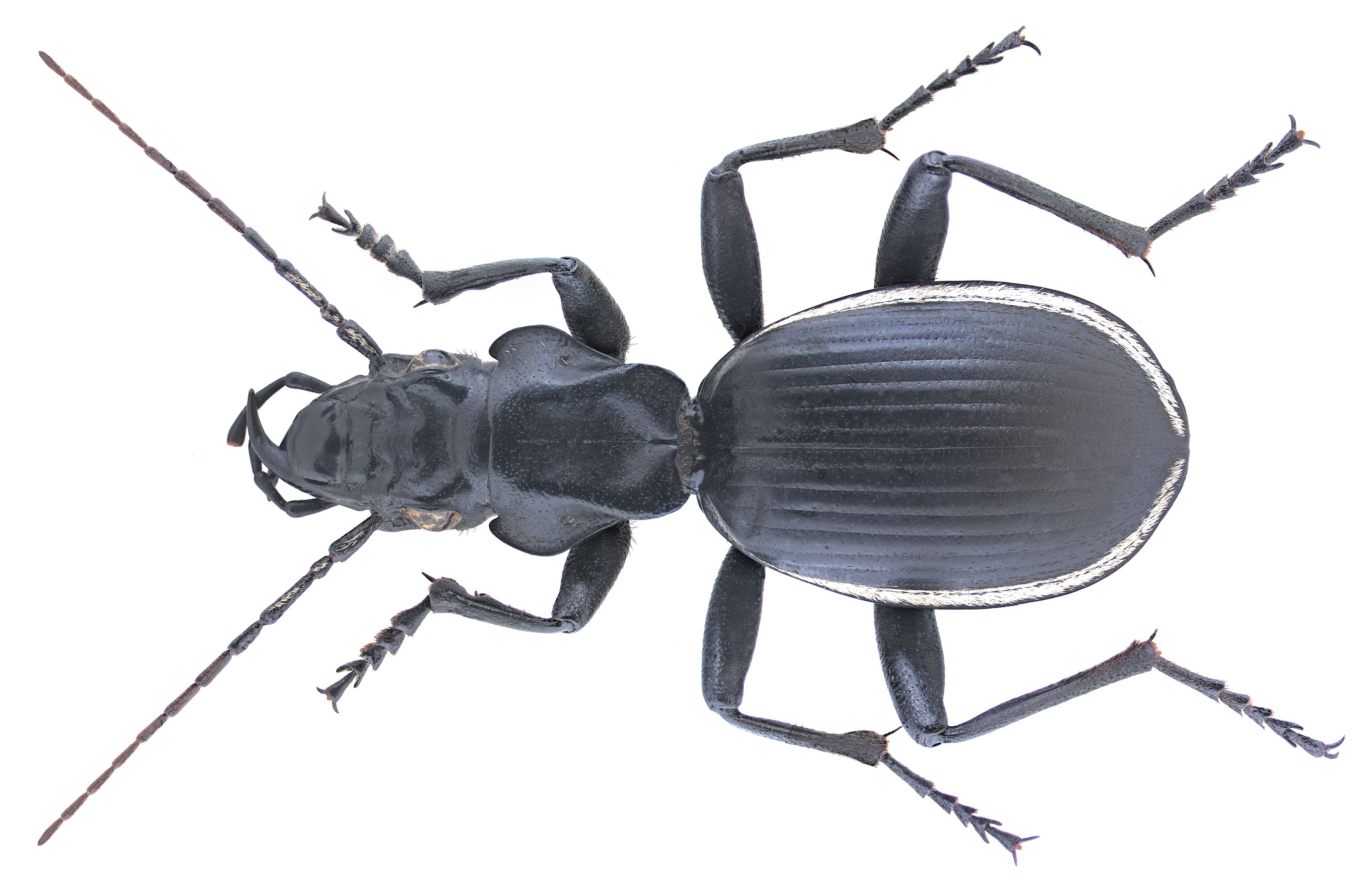
Anthia cinctipennis
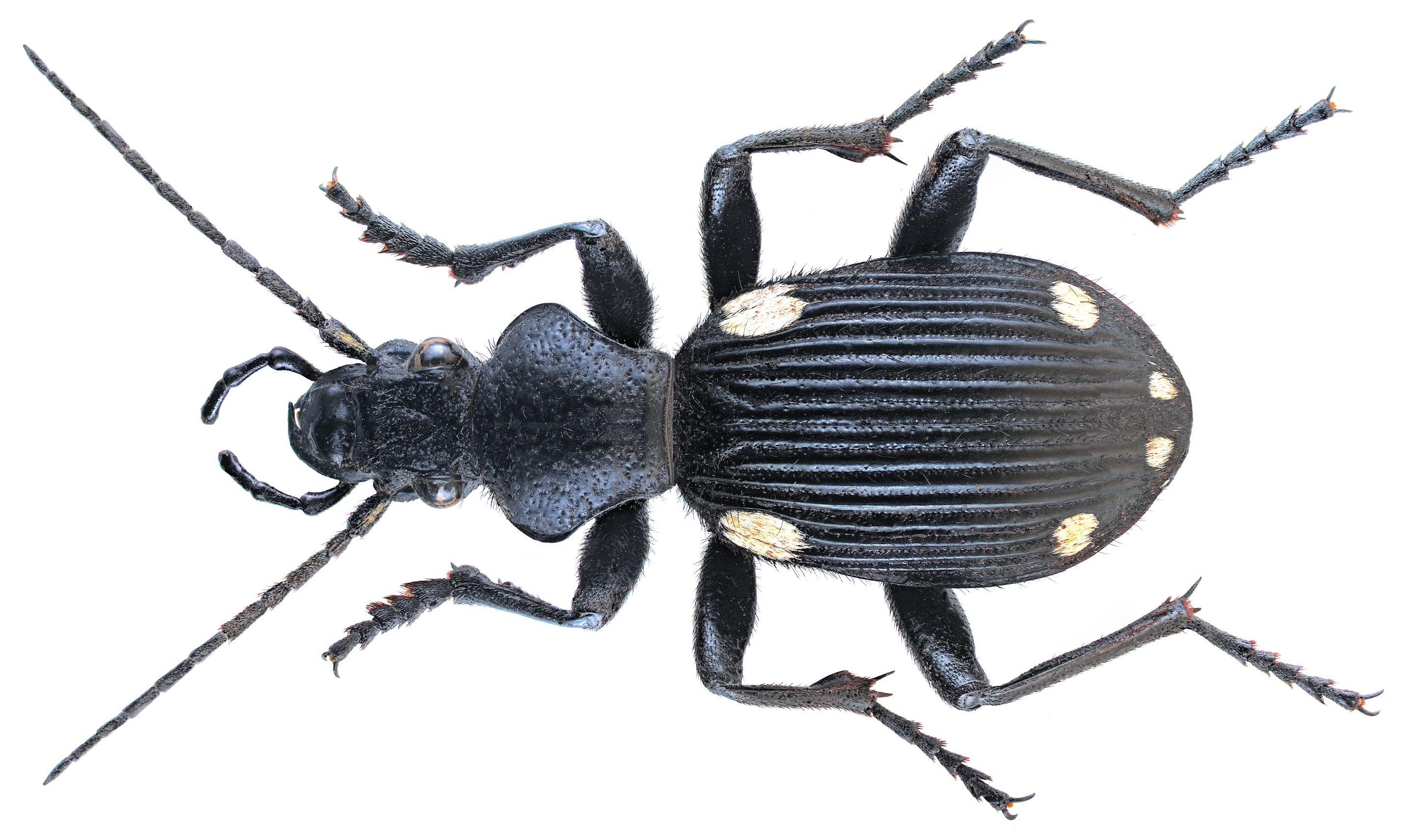
Anthia hexasticta
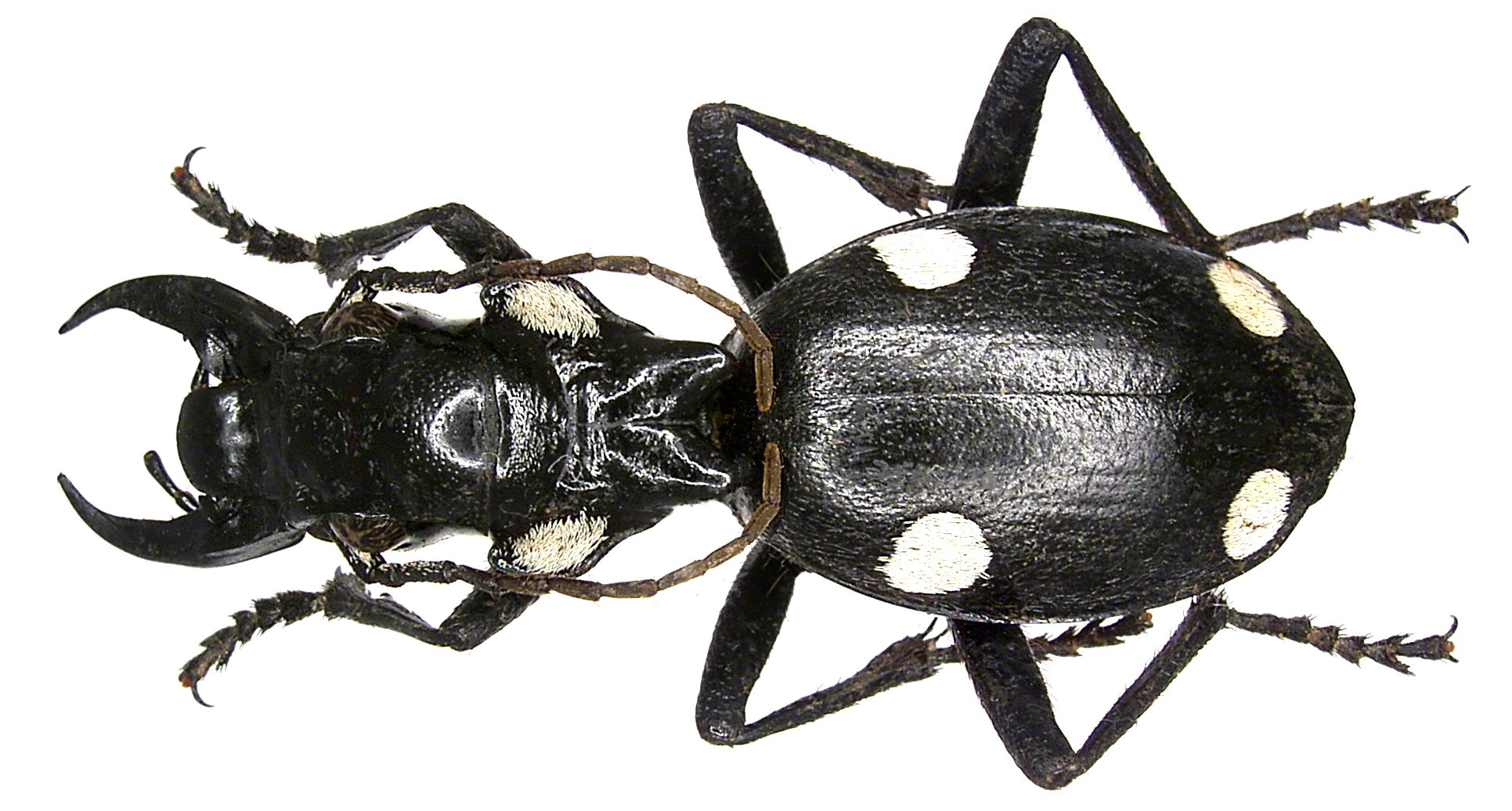
Anthia mannerheimi
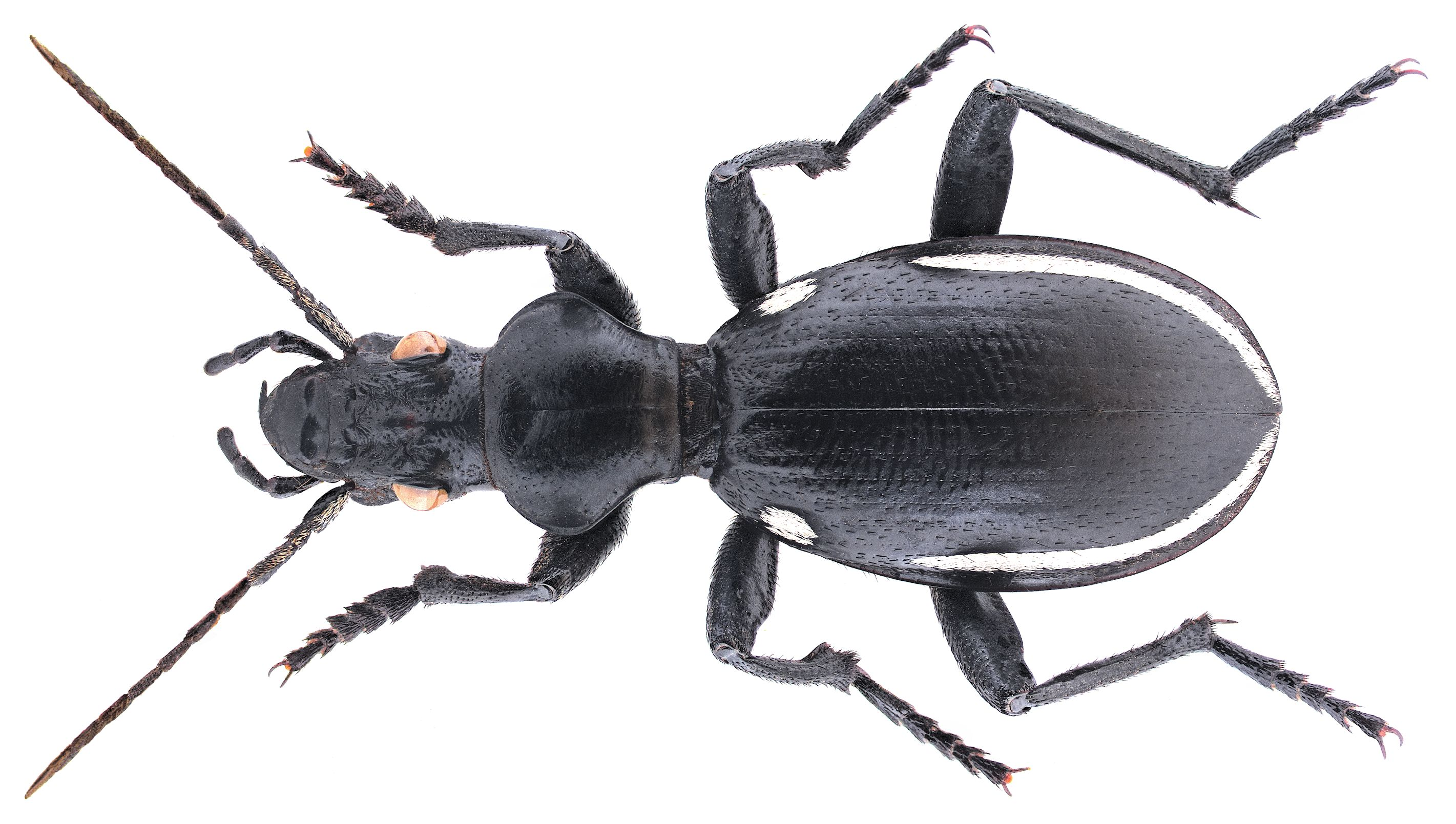
Anthia omoplata

## Виды
Род включает в себя следующие виды
- Anthia aemiliana Dohrn, 1881
- Anthia aequilatera Klug, 1853
- Anthia alternata Bates, 1978
- Anthia andersoni Chaudoir, 1861
- Anthia artemis Gerstaecker, 1884
- Anthia babaulti Benard, 1921
- Anthia biguttata Bonelli, 1813
- Anthia binotata Perroud, 1846
- Anthia brevivittata Obst, 1901
- Anthia bucolica Kolbe, 1894
- Anthia burchelli Hope, 1832
- Anthia calida Harold, 1878
- Anthia calva Sternberg, 1907
- Anthia capillata Obst, 1901
- Anthia cavernosa Gerstaecker, 1866
- Anthia cephalotes Guerin-Meneville, 1845
- Anthia cinctipennis Lequien, 1832
- Anthia circumscripta Klug, 1853
- Anthia costata Gory, 1836
- Anthia csikii Obst, 1906
- Anthia decemguttata (Linnaeus, 1764)
- Anthia discedens Sternberg, 1907
- Anthia duodecimguttata Bonelli, 1813
- Anthia ferox J. Thomson, 1859
- Anthia fornasinii Bertoloni, 1845
- Anthia galla J. Thomson, 1859
- Anthia hedenborgi Boheman, 1848
- Anthia hexasticta Gerstaecker, 1866
- Anthia ida Kolbe, 1894
- Anthia lefebvrei Guerin-Meneville, 1849
- Anthia limbata Dejean, 1831
- Anthia lunae J. Thomson, 1859
- Anthia machadoi (Basilewsky, 1955)
- Anthia mannerheimi Chaudoir, 1842
- Anthia massilicata Guerin-Meneville, 1845
- Anthia maxillosa (Fabricius, 1793)
- Anthia mima Peringuey, 1896
- Anthia mirabilis Sternberg, 1906
- Anthia namaqua Peringuey, 1896
- Anthia nimrod (Fabricius, 1793)
- Anthia oberthuri Obst, 1906
- Anthia omoplata Lequien, 1832
- Anthia ovampoa Peringuey, 1896
- Anthia orientalis (Hope, 1838)
- Anthia praesignis Bates, 1888
- Anthia prevoili Lucas, 1881
- Anthia principalis Sternberg, 1907
- Anthia promontorii Peringuey, 1899
- Anthia pulcherrima H. W. Bates, 1888
- Anthia sexguttata Fabricius, 1775
- Anthia sexmaculata Fabricius, 1787
- Anthia sulcata (Fabricius, 1793)
- Anthia tatumana White, 1846
- Anthia thoracica (Thunberg, 1784)
- Anthia venator (Fabricius, 1792)